# Reserva índia Mesa Grande
La reserva índia Mesa Grande és una reserva índia que constitueix la llar de la Banda Mesa Grande d'Indis de Missió Diegueño de la Reserva Mesa Grande una tribu reconeguda federalment de kumeyaays del comtat de San Diego a Califòrnia, coneguts a vegades com a indis de missió.

## Reserva
La reserva Mesa Grande (33° 05′ 19″ N, 116° 45′ 07″ O / 33.08861°N,116.75194°O) és una reserva índia federal situada a l'est del comtat de San Diego, Califòrnia, vora Santa Ysabel. Fundada en 1875, La reserva té una superfície de 1.830 acres o 7,30 km². Aproximadament 180 dels 630 membres ode la tribu viuen a la reserva. En 1973, 24 dels 261 membres registrats viuen a la reserva.

## Govern
La banda Mesa Grande té la seu a Santa Ysabel. Són governats per un consell tribal elegit democràticament.. Mark Romero és el cap tribal actual.